# Игра в шахматы на террасе
«Игра в шахматы на террасе» (фр. Le jeu d'échecs sur la terrasse или фр. Le jeu d'échecs) — последняя и самая известная картина французского художника XIX века Шарля Барга.

## История картины

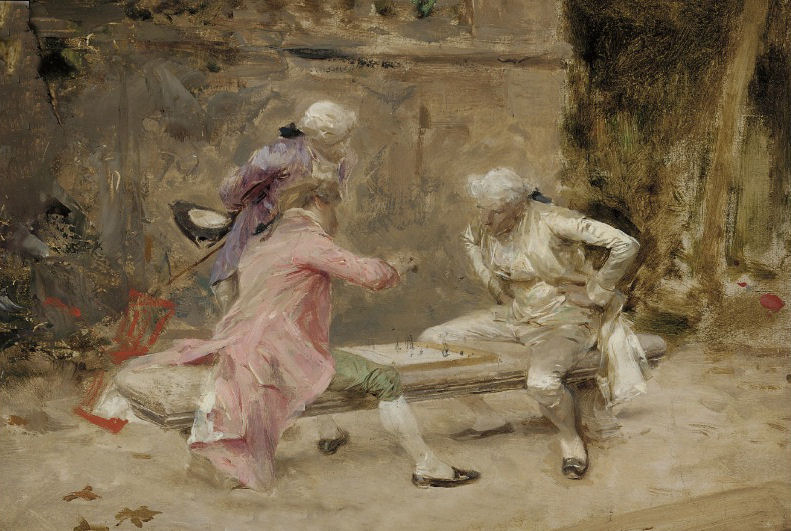
Шарль Барг. Игра в шахматы. Частное собрание

Размер картины 27,94 на 43,18 сантиметров (по другим данным — 28,6 × 43,2 сантиметров). Она выполнена масляными красками по дереву. Картина создана в 1883 году. Спустя короткое время Барг умер в больнице благотворительной организации. Вскоре картина была приобретена за 75 000 франков американским бизнесменом и филантропом Уильямом Г. Вандербильтом (англ. William Henry Vanderbilt) и принадлежала его семье в течение более пятидесяти лет. В настоящее время принадлежит анонимному частному коллекционеру, была им приобретена в 2002 году на аукционе (до этого выставлялась на аукционе Sotheby’s в Нью-Йорке в 1997 году и была приобретена за 110 000 долларов).
Существует ещё один вариант картины (обычно он именуется «Игра в шахматы», его размер: 16,50 в высоту на 23,30 сантиметров в ширину), вероятно, являющийся эскизом. Он сильно отличается от окончательного. Действие происходит не на террасе, а на лужайке под террасой. Нарядно одетый дворянин стоит рядом с шахматистами, наблюдая, наклонившись над доской, за их игрой. Лакей и животные на изображении отсутствуют. Этот вариант также находится в частном собрании, картина была продана 21 декабря 1933 года на аукционе Christie’s госпожой Б. М. Денисон неким Mr. Lever и Mr. Graves. Снова на продажу она была выставлена на аукционе Christie’s в Южном Кенсингтоне в январе 2009 года за 11 243 доллара.

## Сюжет картины
Картина «Игра в шахматы на террасе» изображает находящихся на террасе на открытом воздухе двух мужчин, одетых в костюмы эпохи рококо, поглощённых игрой в шахматы. Ещё один хорошо одетый дворянин облокотился на парапет рядом с ними, наблюдая за ходом партии. На парапете стоят кувшин с вином и три высокие бокала; рядом с играющими декоративный пёс лает на домашнего попугая. Вдали лакей в ливрее перегнулся через парапет террасы. Заметно влияние творчества Жана-Леона Жерома, другом и учеником которого был Барг. Для его картин была характерна документальная точность передаваемых сцен, детальное знание исторического костюма и реквизита. В картине Барга, как и на полотнах Жерома («Pollice Verso», «Араб и его скакун. В пустыне»), оптический центр изображения смещён влево от геометрического центра, что делает главным персонажем природу. Заметно влияние академического и реалистического направлений, сочетание жанровой сценки и исторической живописи.
Картина иногда воспринимается как остроумный и изысканный китч. Она удачно передаёт атмосферу французского Просвещения: культ интеллекта, стремление человека сблизиться с природой, свободу мысли и общения.